# FC ŠTK 1914 Šamorín
FC ŠTK 1914 Šamorín é um clube de futebol eslovaco, com base na cidade de Šamorín, fundado em 1914.

## História
O clube foi fundado em 1 de junho de 1914. Seu primeiro estádio (em Pomlé, Šamorín) foi inaugurado em 1930. Seu primeiro jogo no estádio, contra o FSV Vienna, terminou com vitória por 2–0, diante de 1.500 espectadores.
STK anunciou aumento de vagas em algumas categorias de base em 2010: Mladší (sub-16), Starší žiaci (sub-15) e Dorast (sub-19). Isto trouxe um grande sucesso, porque, de acordo com as estatísticas de 2010, quase 400 jovens jogavam futebol lá. Analisando tudo isso, os jogadores do Šamorín e membros ficaram orgulhosos do então presidente, Norbert Csutora.
Em dezembro de 2010, Csutora fez um acordo para trocar os bancos do velho estádio do HC Slovan Bratislava por aço (porque um novo estádio estava sendo construído, para o Campeonato Mundial de Hóquei no Gelo de 2011, que foi realizado na Eslováquia).
Ele tem capacidade para mais de 500 pessoas e deu aos torcedores lugares de alta qualidade para sentar, substituindo os antigos bancos de lá.
Na temporada 2009/10, foi promovido para a Terceira Divisão Eslovaca. Na temporada 2015/16, o clube foi promovido a Segunda Divisão, e brigará pelo acesso à elite nacional.

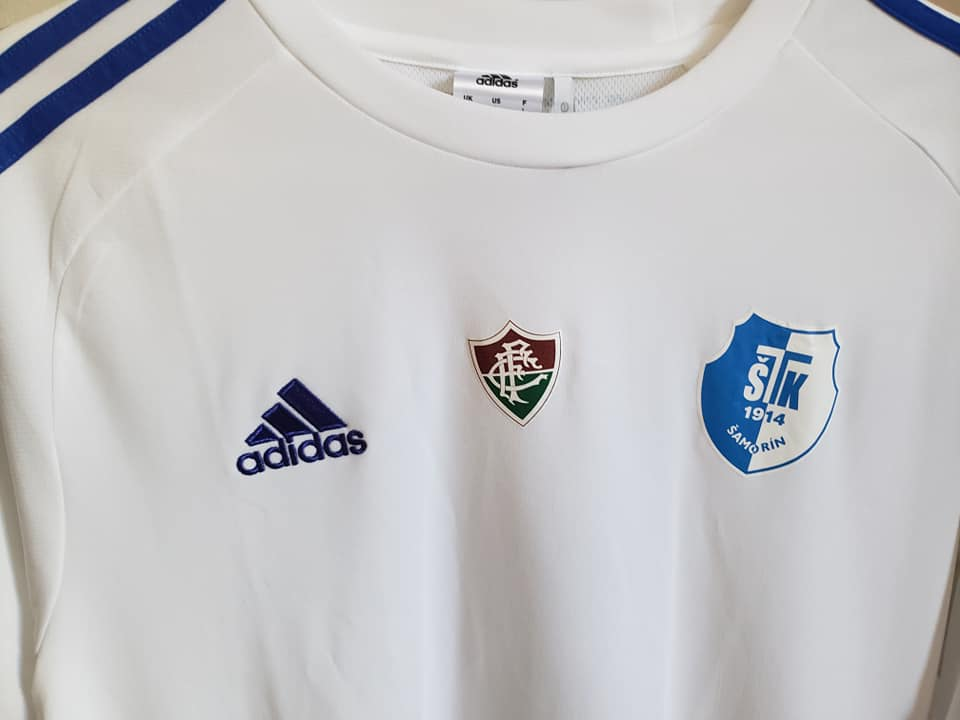
Camisa do FC ŠTK Fluminense 1914 Šamorín.

Em 2015, uma parceria com um dos grandes clubes do Brasil, o Fluminense, começou e o nome do clube mudou para ŠTK Fluminense Šamorín em 2017, passando a usar uniformes inspirados nos do Fluminense.
Em 24 de janeiro de 2018, o Fluminense alegou que não conseguiu investidores e anunciou o fim do projeto internacional, sem data exata prevista para o fim da parceria, finalmente, em 25 de junho de 2019 o ŠTK Šamorín anunciou que tiraria o Fluminense do nome do clube.

### Mudanças de nome
- FC ŠTK 1914 Šamorín (1914–2017/2019-atualmente)
- FC STK 1914 Somorja (denominação do nome do clube em húngaro, bastante utilizada)
- ŠTK Fluminense Šamorín (2017–2019)

### Clube associado
- Fluminense (2015–2019)[8]

### Rivalidades
- FK Šamorín

## Símbolos

### Patrocinadores e fornecedores
| Patrocinador          | Período |
| --------------------- | ------- |
| ThyssenKrupp Ferostav | ????    |
| Bitumat               | ????    |

| Fornecedor de material esportivo | Período           |
| -------------------------------- | ----------------- |
| Givova                           | ????              |
| Jako                             | ????              |
| Adidas                           | ???? – 2017       |
| Kappa                            | 2017 – atualmente |

## Elenco atual
Última atualização feita em 11 de abril de 2021.
Legenda
- : Capitão
- : Vice-capitão
- : Jogador lesionado ou contundido

### Transferências
Legenda
- : Jogadores chegando ao Šamorín por empréstimo
- : Jogadores saindo do Šamorín por empréstimo
- : Jogadores retornando ao Šamorín após empréstimo

| Entradas |         |                |      |
| Pos.     | Jogador | Clube anterior | Ref. |
|          |         |                |      |

| Saídas |         |                 |      |
| Pos.   | Jogador | Clube posterior | Ref. |

## Títulos
| Nacionais  | Nacionais            | Nacionais | Nacionais                       |
|            | Competição           | Títulos   | Temporadas                      |
| ---------- | -------------------- | --------- | ------------------------------- |
| Eslováquia | 3. Liga (Eslováquia) | 1         | 3. Liga de 2015–16 (Eslováquia) |

### Campanhas de destaque
| Nacionais  | Nacionais            | Nacionais   | Nacionais                       |
|            | Competição           | Títulos     | Temporadas                      |
| ---------- | -------------------- | ----------- | ------------------------------- |
| Eslováquia | 3. Liga (Eslováquia) | 2º colocado | 3. Liga de 2011–12 (Eslováquia) |

## Ídolos

### Notáveis jogadores
| Nome           | Período           |
| -------------- | ----------------- |
| Balázs Borbély | 2012              |
| Csaba Horváth  | 2015 – atualmente |
| Peu da Cruz    | 2017 – atualmente |

### Treinadores
| Nome           | Período                 |
| -------------- | ----------------------- |
| ????           | 1914 – 2012             |
| Libor Fašiang  | 2013                    |
| Michal Salenka | ??/??/???? – ??/04/2015 |
| Jozef Kontír   | 20/04/2015 – ??/??/2015 |
| Mike Keeney    | ??/01/2016 – 07/12/2016 |
| Mika Lönnström | 22/12/2016 – 28/02/2018 |
| Gustavo Leal   | 01/03/2018 - atualmente |

## Presidentes
| Nome            | Período           |
| --------------- | ----------------- |
| ????            | 1914 – ????       |
| Peter Bláha     | ????              |
| Norbert Csutora | ???? – atualmente |

## Últimas temporadas
| Eslováquia (2010–atualmente) |                                                   |       |           |           |           |           |           |           |           |           |           |
| Temporada                    | Liga                                              | Nível | J         | V         | E         | D         | GP        | GC        | SG        | Pts.      | Pos.      |
| 2010–11                      | 3. Liga de 2010–11 (Eslováquia)                   | III   | 30        | 9         | 8         | 13        | 45        | 39        | 6         | 35        | 13º       |
| 2011–12                      | 3. Liga de 2011–12 (Eslováquia)                   | III   | 28        | 15        | 7         | 6         | 48        | 21        | 27        | 52        | 2º        |
| 2012–13                      | 2. Liga de 2012–13 (Eslováquia)                   | II    | 33        | 10        | 11        | 12        | 29        | 32        | –3        | 41        | 6º        |
| 2013–14                      | 2. Liga de 2013–14 (Eslováquia)                   | II    | 33        | 8         | 7         | 18        | 33        | 55        | –22       | 31        | 11º       |
| 2014–15                      | 2. Liga de 2014–15 (Eslováquia)                   | II    | 22        | 4         | 7         | 11        | 21        | 34        | –13       | 19        | 10º       |
| 2014–15                      | 2. Liga de 2014–15 (Eslováquia)#Grupo de descenso | II    | 32        | 7         | 8         | 17        | 28        | 52        | –24       | 29        | 11º       |
| 2015–16                      | 3. Liga de 2015–16 (Eslováquia)                   | III   | 32        | 20        | 6         | 6         | 61        | 32        | 29        | 66        | 1º        |
| 2016–17                      | 2. Liga de 2016–17 (Eslováquia)                   | II    | 22        | 12        | 5         | 5         | 37        | 21        | 16        | 41        | 3º        |
| 2016–17                      | 2. Liga de 2016–17 (Eslováquia)                   | II    | 30        | 16        | 7         | 7         | 45        | 28        | 17        | 55        | 4º        |
| 2017–18                      | 2. Liga de 2017–18 (Eslováquia)                   | II    | A definir | A definir | A definir | A definir | A definir | A definir | A definir | A definir | A definir |